# Liste des communes de la Seine
Cet article concerne les communes de l'ancien département de la Seine. Pour les communes baignées par le fleuve, voir liste des communes riveraines de la Seine.
Cet article présente une liste des communes de l'ancien département de la Seine, dénommé de 1790 à 1795 « département de Paris », et supprimé en 1968 lors de la réorganisation de la région parisienne. La décision, par la loi du 16 juin 1859, de porter la limite de Paris jusqu'à l'enceinte de Thiers a provoqué une première vague de transformations, en portant le nombre d'arrondissements de 12 à 20 avec une refonte totale des anciens.
Sont indiquées toutes les communes existant à la création du département en 1790 ou  ayant été créées postérieurement, sous leur dénomination d'origine. En revanche, les noms révolutionnaires de certaines communes, généralement attribués de 1793 à 1801, ne sont pas mentionnés.

## Liste des communes
| Commune                          | Département actuel | Évolution |
| -------------------------------- | ------------------ | --- |
| Alfortville                      | 94                 | Créée en 1885 par scission de Maisons-Alfort Intégrée en 1968 au Val-de-Marne                                                        |
| Antony                           | 92                 | Intégrée en 1968 aux Hauts-de-Seine                                                                                                  |
| Arcueil                          | 94                 | Devient Arcueil-Cachan en 1894 et cède Cachan en 1922 Intégrée en 1968 au Val-de-Marne                                               |
| Asnières                         | 92                 | Intégrée en 1968 aux Hauts-de-Seine                                                                                                  |
| Aubervilliers                    | 93                 | Intégrée en 1968 à la Seine-Saint-Denis                                                                                              |
| Auteuil                          | 75-92              | Supprimée en 1859 et intégrée à Paris et Boulogne (Seine)                                                                            |
| Bagneux                          | 92                 | Intégrée en 1968 aux Hauts-de-Seine                                                                                                  |
| Bagnolet                         | 93                 | Intégrée en 1968 à la Seine-Saint-Denis                                                                                              |
| Batignolles-Monceau              | 75-92              | Séparée de Clichy-la-Garenne en 1830 Supprimée en 1859 et intégrée à Paris (Seine) et Clichy (Seine)                                 |
| Belleville                       | 75                 | Supprimée en 1859 et intégrée à Paris (Seine)                                                                                        |
| Bercy                            | 75-94              | Supprimée en 1859 et intégrée à Paris (Seine) et Charenton-le-Pont (Seine)                                                           |
| Bobigny                          | 93                 | Intégrée en 1968 à la Seine-Saint-Denis                                                                                              |
| Bois-Colombes                    | 92                 | Créée en 1896 par scission de Colombes Intégrée en 1968 aux Hauts-de-Seine                                                           |
| Bondy                            | 93                 | Intégrée en 1968 à la Seine-Saint-Denis                                                                                              |
| Bonneuil                         | 94                 | Renommée Bonneuil-sur-Marne en 1897 Intégrée en 1968 au Val-de-Marne                                                                 |
| Boulogne-sur-Seine               | 92                 | Le quartier Billancourt (Auteuil) lui est rattaché en 1859 Renommée Boulogne-Billancourt en 1926 Intégrée en 1968 aux Hauts-de-Seine |
| Bourg-la-Reine                   | 92                 | Intégrée en 1968 aux Hauts-de-Seine                                                                                                  |
| Bry-sur-Marne                    | 94                 | Intégrée en 1968 au Val-de-Marne |
| Cachan                           | 94                 | Créée en 1923 par scission d'Arcueil Intégrée en 1968 au Val-de-Marne                                                                |
| Champigny                        | 94                 | Renommée Champigny-sur-Marne en 1897 Intégrée en 1968 au Val-de-Marne                                                                |
| Charenton-le-Pont                | 94                 | Intégrée en 1968 au Val-de-Marne |
| Charenton-Saint-Maurice          | 94                 | Renommée Saint-Maurice en 1843 Intégrée en 1968 au Val-de-Marne                                                                      |
| Charonne                         | 75-93              | Supprimée en 1859 et intégrée à Paris (Seine), Montreuil et Bagnolet (Seine)                                                         |
| Châtenay-les-Bagneux             | 92                 | Renommée Châtenay en 1801 et Châtenay-Malabry en 1920 Intégrée en 1968 aux Hauts-de-Seine                                            |
| Châtillon                        | 92                 | Intégrée en 1968 aux Hauts-de-Seine                                                                                                  |
| Chevilly                         | 94                 | Renommée Chevilly-Larue en 1920 Intégrée en 1968 au Val-de-Marne                                                                     |
| Choisy-le-Roi                    | 94                 | Intégrée en 1968 au Val-de-Marne |
| Clamart                          | 92                 | Intégrée en 1968 aux Hauts-de-Seine                                                                                                  |
| Clichy                           | 92                 | Intégrée en 1968 aux Hauts-de-Seine                                                                                                  |
| Colombes                         | 92                 | Intégrée en 1968 aux Hauts-de-Seine                                                                                                  |
| Courbevoie                       | 92                 | Intégrée en 1968 aux Hauts-de-Seine                                                                                                  |
| Créteil                          | 94                 | Intégrée en 1968 au Val-de-Marne |
| Drancy                           | 93                 | Intégrée en 1968 à la Seine-Saint-Denis                                                                                              |
| Dugny                            | 93                 | Intégrée en 1968 à la Seine-Saint-Denis                                                                                              |
| Épinay                           | 93                 | Renommée Épinay-sur-Seine en 1920 Intégrée en 1968 à la Seine-Saint-Denis                                                            |
| Fontenay-aux-Roses               | 92                 | Intégrée en 1968 aux Hauts-de-Seine                                                                                                  |
| Fontenay-sous-Bois               | 94                 | Intégrée en 1968 au Val-de-Marne |
| Fresnes                          | 94                 | Intégrée en 1968 au Val-de-Marne |
| Gennevilliers                    | 92                 | Intégrée en 1968 aux Hauts-de-Seine                                                                                                  |
| Gentilly                         | 94                 | Intégrée en 1968 au Val-de-Marne |
| Grenelle                         | 75                 | Créée en 1830 par scission de Vaugirard Supprimée en 1859 et intégrée à Paris                                                        |
| Issy                             | 92                 | Renommée Issy-les-Moulineaux en 1893 Intégrée en 1968 aux Hauts-de-Seine                                                             |
| Ivry                             | 94                 | Renommée Ivry-sur-Seine en 1897 Intégrée en 1968 au Val-de-Marne                                                                     |
| La Branche-du-Pont-de-Saint-Maur | 94                 | Renommée Joinville-le-Pont en 1831 Intégrée en 1968 au Val-de-Marne                                                                  |
| La Chapelle                      | 75-93              | Supprimée en 1859 et intégrée à Paris (Seine), Saint-Ouen et Aubervilliers (Seine)                                                   |
| La Courneuve                     | 93                 | Intégrée en 1968 à la Seine-Saint-Denis                                                                                              |
| La Garenne-Colombes              | 92                 | Créée en 1910 par scission de Colombes Intégrée en 1968 aux Hauts-de-Seine                                                           |
| La Varenne-Saint-Hilaire         | 94                 | Supprimée en 1794 et intégrée à Saint-Maur                                                                                           |
| La Villette                      | 75                 | Supprimée en 1859 et intégrée à Paris                                                                                                |
| Le Bourget                       | 93                 | Intégrée en 1968 à la Seine-Saint-Denis                                                                                              |
| Le Kremlin-Bicêtre               | 94                 | Créée en 1896 par scission de Gentilly Intégrée en 1968 au Val-de-Marne                                                              |
| Le Perreux                       | 94                 | Créée en 1887 par scission de Nogent Renommée Le Perreux-sur-Marne en 1920 Intégrée en 1968 au Val-de-Marne                          |
| Le Plessis-Piquet                | 92                 | Renommée Le Plessis-Robinson en 1909 Intégrée en 1968 aux Hauts-de-Seine                                                             |
| Le Pré-Saint-Gervais             | 93                 | Intégrée en 1968 à la Seine-Saint-Denis                                                                                              |
| Les Lilas                        | 93                 | Créée en 1867 par scission de Bagnolet, Pantin et Romainville Intégrée en 1968 à la Seine-Saint-Denis                                |
| Les Pavillons-sous-Bois          | 93                 | Créée en 1905 par scission de Bondy Intégrée en 1968 à la Seine-Saint-Denis                                                          |
| Levallois-Perret                 | 92                 | Créée en 1867 par scission de Clichy et Neuilly Intégrée en 1968 aux Hauts-de-Seine                                                  |
| L'Haÿ                            | 94                 | Renommée L'Haÿ-les-Roses en 1914 Intégrée en 1968 au Val-de-Marne                                                                    |
| L'Île-Saint-Denis                | 93                 | Intégrée en 1968 à la Seine-Saint-Denis                                                                                              |
| Maisons-Alfort                   | 94                 | Intégrée en 1968 au Val-de-Marne |
| Malakoff                         | 92                 | Créée par scission de Vanves en 1883 Intégrée en 1968 aux Hauts-de-Seine                                                             |
| Montmartre                       | 75-93              | Supprimée en 1859 et intégrée à Paris (Seine) et Saint-Ouen (Seine)                                                                  |
| Montreuil                        | 93                 | Intégrée en 1968 à la Seine-Saint-Denis                                                                                              |
| Montrouge                        | 92                 | Intégrée en 1968 aux Hauts-de-Seine                                                                                                  |
| Nanterre                         | 92                 | Intégrée en 1968 aux Hauts-de-Seine                                                                                                  |
| Neuilly                          | 92                 | renommée Neuilly-sur-Seine en 1897 Intégrée en 1968 aux Hauts-de-Seine                                                               |
| Nogent-sur-Marne                 | 94                 | Intégrée en 1968 au Val-de-Marne |
| Noisy-le-Sec                     | 93                 | Intégrée en 1968 à la Seine-Saint-Denis                                                                                              |
| Orly                             | 94                 | Intégrée en 1968 au Val-de-Marne |
| Pantin                           | 93                 | Intégrée en 1968 à la Seine-Saint-Denis                                                                                              |
| Paris                            | 75                 | Transformée en commune-département en 1968, puis en collectivité à statut particulier en 2019                                        |
| Passy                            | 75-92              | Supprimée en 1859 et intégrée à Paris (Seine) et Boulogne (Seine)                                                                    |
| Pierrefitte                      | 93                 | Renommée Pierrefitte-sur-Seine en 1920 Intégrée en 1968 à la Seine-Saint-Denis                                                       |
| Puteaux                          | 92                 | Intégrée en 1968 aux Hauts-de-Seine                                                                                                  |
| Romainville                      | 93                 | Intégrée en 1968 à la Seine-Saint-Denis                                                                                              |
| Rosny                            | 93                 | Renommée Rosny-sous-Bois en 1897 Intégrée en 1968 à la Seine-Saint-Denis                                                             |
| Rungis                           | 94                 | Intégrée en 1968 au Val-de-Marne |
| Saint-Denis                      | 93                 | Intégrée en 1968 à la Seine-Saint-Denis                                                                                              |
| Saint-Mandé                      | 94                 | Intégrée en 1968 au Val-de-Marne |
| Saint-Maur                       | 94                 | Renommée Saint-Maur-des-Fossés en 1897 Intégrée en 1968 au Val-de-Marne                                                              |
| Saint-Ouen                       | 93                 | Intégrée en 1968 à la Seine-Saint-Denis                                                                                              |
| Sceaux                           | 92                 | Intégrée en 1968 aux Hauts-de-Seine                                                                                                  |
| Stains                           | 93                 | Intégrée en 1968 à la Seine-Saint-Denis                                                                                              |
| Suresnes                         | 92                 | Intégrée en 1968 aux Hauts-de-Seine                                                                                                  |
| Thiais                           | 94                 | Intégrée en 1968 au Val-de-Marne |
| Vanves                           | 92                 | Intégrée en 1968 aux Hauts-de-Seine                                                                                                  |
| Vaugirard                        | 75                 | Supprimée en 1859 et intégrée à Paris (Seine)                                                                                        |
| Villejuif                        | 94                 | Intégrée en 1968 au Val-de-Marne |
| Villemomble                      | 93                 | Intégrée en 1968 à la Seine-Saint-Denis                                                                                              |
| Villeneuve-la-Garenne            | 92                 | Créée en 1929 par scission de Gennevilliers Intégrée en 1968 aux Hauts-de-Seine                                                      |
| Villetaneuse                     | 93                 | Intégrée en 1968 à la Seine-Saint-Denis                                                                                              |
| Vincennes                        | 94                 | Intégrée en 1968 au Val-de-Marne |
| Vitry                            | 94                 | Renommée Vitry-sur-Seine en 1897 Intégrée en 1968 au Val-de-Marne                                                                    |

## Sources, notes et références
- Des villages de Cassini aux communes d'aujourd'hui, « Index : communes par ordre alphabétique », sur ehess.fr, École des hautes études en sciences sociales.

1. ↑  Arrondissements de Paris